# Miltochrista ziczac
Miltochrista ziczac là một loài bướm đêm thuộc phân họ Arctiinae, họ Erebidae.